# Desnudo bajando una escalera nº2
Desnudo bajando una escalera nº2 (En francés: Nu descendant un escalier n° 2) es una pintura de 1912 por Marcel Duchamp. El trabajo es considerado como un clásico modernista y se ha convertido en uno de los más famosos de su tiempo. En su primera presentación en el Salón de los Independientes de París, fue rechazada por los cubistas y causó un gran revuelo durante su exposición en el Armory Show de 1913 en Nueva York. La obra se encuentra ahora en exposición permanente en la colección de Luis y Walter Arensberg del Museo de Arte de Filadelfia, en Filadelfia.